# Umberto D'Orsi
Umberto D'Orsi (Trieste, 30 de julio de 1929-Roma, 31 de agosto de 1976) fue un actor y comediante italiano.

## Biografía
Nacido en Trieste, D'Orsi se licenció en derecho en 1953, pero ya estaba activo en el teatro desde 1950, actuando en pequeñas compañías de prosa y revista. Desde 1962 hasta su muerte, D'Orsi fue un prolífico actor de reparto, apareciendo en hasta quince películas al año. Murió en Roma a los cuarenta y siete años por una insuficiencia renal.

## Filmografía parcial
- Los mangantes (1964)
- Frenesia dell'estate (1964)
- Dos monjitas (1965)
- Senza sapere niente di lei (1969)
- Fantozzi (1975)